# Babyface
Kenneth Brian Edmonds (Indianápolis, 10 de Abril de 1959), mais conhecido pelo apelido Babyface, é um premiado cantor, compositor e produtor de R&B , produtor cinematográfico e empresário estadunidense. Ele escreveu e produziu mais de 26 sucessos de R&B que chegaram ao número um ao longo de sua carreira, e ganhou 11 Prêmios Grammy. Ele ficou em 20º lugar na lista dos 50 Maiores Produtores de todos os tempos. Babyface também foi homenageado com uma estrela na Calçada da Fama em 10 de outubro de 2013.

## Biografia
Edmonds nasceu em 10 de abril de 1959, em Indianápolis, Indiana, filho de Marvin e Barbara Edmonds. Barbara era uma operadora de produção em uma fábrica farmacêutica. Edmonds, que é o quinto de sete irmãos, frequentou a North Central High School em Indianapolis, e era visto como um jovem tímido que escrevia para expressar suas emoções. Quando ele estava na oitava série, o pai de Edmonds morreu de câncer de pulmão; nesta fase, Edmonds tornou-se determinado a ter uma carreira na música.

## Carreira
Edmonds tocava com o intérprete de funk Bootsy Collins, que deu a ele o apelido de "Babyface" por causa de sua aparência jovem. Ele também se apresentou no grupo Manchild como guitarrista. Mais tarde tocou teclado no grupo de light-funk e R&B, Deele, que também incluía o baterista Antonio "L.A." Reid, com quem ele mais tarde formaria uma parceria de sucesso. Babyface permaneceu no Deele até 1988, quando ele e Reid deixaram o grupo. Lançou seu primeiro álbum em 1986, intitulado "Lovers", porém o sucesso como cantor viria em 1989, com o lançamento de seu segundo disco "Tender Love", que vendeu mais de 3 milhões de cópias nos Estados Unidos e foi indicado a três prêmios Grammy. 

### Produtor e Compositor
Em 1990, Edmonds produzido para Whitney Houston o hit número um "I'm Your Baby Tonight". Ele também escreveu e produziu para o grupo Boyz II Men os sucessos "End of the Road" de 1992, e "I'll Make Love to You" de 1994, ambos chegaram no topo da Billboard Hot 100. Ele co-escreveu, co-produziu e fez backing vocals no bem-sucedido álbum Bedtime Stories (1994) da Madonna.
Os dois primeiros álbuns de Toni Braxton, Toni Braxton (1993) e Secrets (1996), para os quais ele escreveu a maioria das canções, foram alguns dos álbuns mais bem sucedidos da década de 1990.
Também escreveu e produziu o sucesso número um "Exhale (Shoop Shoop)" de Whitney, assim como o restante da aclamada trilha sonora do filme "Waiting to Exhale", que vendeu mais de 10 milhões de cópias em 1995, e gerou sucessos também para as cantoras Brandy e Mary. J. Blige. Ele recebeu três prêmios Grammy consecutivos de "Produtor do Ano" de 1995 a 1997. 
Além dos já citados, Edmonds produziu e escreveu músicas para mais artistas, de diversos estilos musicais, incluindo Michael Jackson, Aretha Franklin, Mariah Carey, Janet Jackson, Beyoncé, Diana Ross, Céline Dion, Paula Abdul, Eric Clapton, Phil Collins, Barbra Streisand, Fall Out Boy, Backstreet Boys, Kelly Clarkson, Bruno Mars, entre outros.
Em 2013, produziu a maioria das canções do álbum de estreia de Ariana Grande, Yours Truly, incluindo seu segundo single, "Baby I". Em 4 de fevereiro de 2014, ele lançou um álbum de duetos com Toni Braxton, intitulado Love, Marriage & Divorce, lançado pela Motown Records. O álbum foi um sucesso de crítica e foi premiado com um Grammy.

### Empresário
Em 1989, Edmonds cofundou a LaFace Records com L.A. Reid. Três dos primeiros artistas da gravadora, TLC, Usher e Toni Braxton, tiveram muito sucesso. O segundo álbum do TLC, CrazySexyCool, para o qual ele escreveu e produziu alguns dos hits, tornou-se o álbum mais vendido de todos os tempos por um grupo de garotas americanas. Sob sua direção, a TLC conseguiu vender mais de 60 milhões de álbuns em todo o mundo. 
No final da década de 1990, Edmonds e sua então esposa Tracey Edmonds, fundaram a Edmonds Entertainment Group, empresa que produziu a trilha sonora do filme O Príncipe do Egito (1998), que incluiu o épico dueto de Mariah Carey e Whitney Houston, e filmes como Soul Food (1997), Josie e as Gatinhas (2001).
Em 2009 fundou a gravadora Soda Pop Records. Em 2013, Babyface garantiu um contrato de distribuição com a E1 Music para o selo.

### Televisão
Em 1994, ele apareceu e se apresentou em um episódio de Beverly Hills, 90210, intitulado "Mr. Walsh Goes to Washington (Part 2)". Em 2012, juntou-se a CeeLo Green no reality show musical The Voice, como mentor auxiliar. Em 2016, Babyface participou como concorrente da 23ª temporada do Dancing with the Stars.

## Discografia

### Álbuns de Estúdio
- Lovers (1986)
- Tender Lover (1989)
- For the Cool in You (1993)
- The Day (1996)
- Face2Face (2001)
- Grown & Sexy (2005)
- Playlist (2007)
- Return of the Tender Lover (2015)

### Álbuns de Colaboração
- Power and Love (com Manchild) (1977)
- Feel the Phuff (com Manchild) (1978)
- Street Beat (com the Deele) (1983)
- Material Thangz (com the Deele) (1985)
- Eyes of a Stranger (com the Deele) (1987)
- Love, Marriage & Divorce (com Toni Braxton) (2014)